# هيذر جونز
هيذر جونز هي لاعب هوكي الحقل كندية، ولدت في 8 أكتوبر 1970.

## وصلات خارجية
- هيذر جونز على موقع اللجنة الأولمبية الدولية (الإنجليزية)
- هيذر جونز على موقع أوليمبيديا (الإنجليزية)
- هيذر جونز على موقع اللجنة الأولمبية الكندية (الإنجليزية)